# 布里斯托尔酒店
布里斯托尔酒店 (俄语：Бристоль) 是乌克兰敖德萨的一个酒店，建于1898到1899年，由亚历山大 Bernadazzi和阿道夫·明库斯设计，位于市中心的普希金街，正对敖德萨爱乐剧院。该酒店混合了文艺复兴和巴洛克风格，有巴洛克古典雕像和临街的白色大理石柱。它拥有113间客房，是城市的著名地标之一。 

## 历史
苏维埃革命后，该酒店于1917年关闭。它空置了一段时间，1922年至1925年用作办公楼。它于1928年重新开放，但在苏联继续以英国主要城市布里斯托尔命名，似乎不合时宜，因此根据革命的红色旗帜改名为红色酒店（Hotel Krasnaya）。该酒店在2002年关闭，进行了长时间的恢复。2010年12月15日重新开放时恢复原名。